# Eugen Steinach

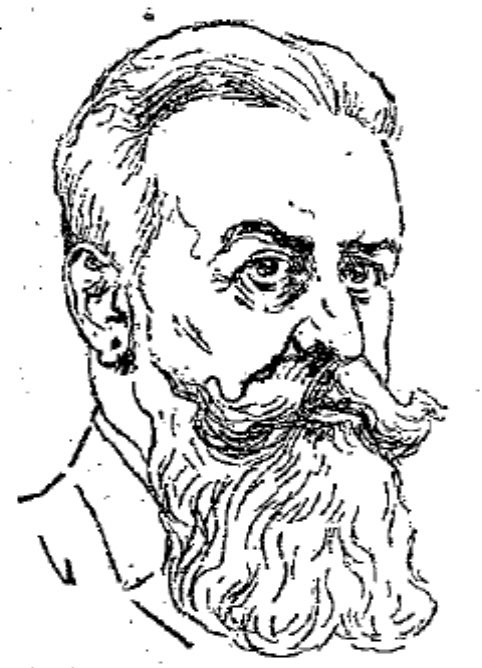
Eugen Steinach.

Eugen Steinach, född 27 januari 1862 i Hohenems, Vorarlberg, död 14 maj 1944 i Territet vid Montreux, var en österrikisk fysiolog. 
Steinach blev 1895 extra ordinarie och 1904 ordinarie professor i fysiologi vid tyska universitetet i Prag samt 1913 professor och föreståndare för fysiologiska avdelningen av biologiska försöksanstalten i Wien. Han blev känd företrädesvis därigenom, att han på experimentell väg lyckades påverka könskaraktärerna, i det att efter borttagande av de hanliga könskörtlarna och deras ersättande med honliga samt omvänt även de ifrågavarande djurens utseende och förhållande i könsligt avseende på motsvarande sätt förändrades. Han företog dessutom föryngringsexperiment. Bland hans skrifter kan nämnas Verjüngung durch experimentelle Neubelebung der alternden Pubertätsdrüse (1920).